# Lijst van Vlaamse polders en wateringen
Dit is een lijst van polders en wateringen in Vlaanderen.
Opmerking: een polder of watering kan meerdere malen in deze lijst voorkomen, als die zich
over het grondgebied van meer dan één provincie uitstrekt.

## Provincie Antwerpen
- Polder De Koebeemden (opgeheven bij besluit van de Vlaamse Regering van 25 februari 2011)
- Polder Mostaardpot en Fermerijbeemden (opgeheven bij ministerieel besluit van 29 mei 2009[1])
- Polder Niel-Wullebeek-Schelle (opgeheven bij besluit van de Vlaamse Regering van 29 mei 2009)
- Polder Nieuw-Noordland (opgeheven bij besluit van de Vlaamse Regering van 20 april 2012)
- Polder Oud-Noordland (opgeheven bij besluit van de Vlaamse Regering van 20 april 2012)
- Polder Oude en Nieuwe Schorren (opgeheven)
- Polder van Battenbroek (opgeheven bij besluit van de Vlaamse Regering van 20 maart 2023)
- Polder van Bornem (opgeheven)
- Polder van Ettenhoven en Muisbroek (samenvoeging van Polder van Ettenhoven en Polder van Muisbroek)
- Polder van Hingene (opgeheven)
- Polder van Lier
- Polder van Rumst
- Polder Scheldeschorren-Noord
- Polder van Stabroek (opgeheven bij besluit van de Vlaamse Regering van 21 maart 2014)
- Polder van Weert (opgeheven)
- Polder van Willebroek
- Polder Vliet en Zielbeek
- Verenigde Polders van de Midden-Neet (opgeheven)
- Watering De Beneden Mark
- Watering De Goren (opgeheven)
- Watering De Oostelijke Mark (opgeheven bij besluit van de Vlaamse Regering van 20 maart 2023)
- Watering De Zegge (opgeheven bij besluit van de Vlaamse Regering van 7 juli 2013)
- Watering De Zeven Heerlijkheden (opgeheven bij besluit van de Vlaamse Regering van 7 juli 2013)
- Watering Overbroek (opgeheven bij besluit van de Vlaamse Regering van 13 november 2015)
- Watering van Loenhout
- Watering van Wuustwezel

## Provincie Limburg
- Watering De Dommelvallei
- Watering De Herk
- Watering De Velpe
- Watering De Vreenebeek
- Watering Het Grootbroek
- Watering Het Vereveld
- Watering van Schakkenbroek en Terbermen
- Watering van Sint-Truiden
- Watering Het Schulensbroek

## Provincie Oost-Vlaanderen
- Generale Vrije Polders
- Isabellapolder
- Naillenbroekpolder
- Polder Bergenmeersen
- Polder Durme Noord-Oost (opgeheven)
- Polder Durme Noordwest (opgeheven)
- Polder Durme Zuidoost (opgeheven)
- Polder Grembergen (opgeheven)
- Polder Hamme-Moerzeke (opgeheven)
- Polder Moervaart Zuidlede
- Polder Oost-Sive Schouselbroek
- Polder Sinaai-Daknam
- Polder St. Onolfs (opgeheven)
- Polder tussen Schelde en Durme
- Polder van Belham
- Polder van de Beneden Dender
- Polder van het Land van Waas
- Polder van Kruibeke (opgeheven bij besluit van de Vlaamse Regering van 2 april 2021)
- Polder van Maldegem
- Polder van Moerbeke-Polder
- Polder Schelde Durme Oost
- Polder Scheldeschorren-Noord
- Polder van Tielrode
- Polder Vlassenbroek
- Slependammepolders
- Watering De Burggravenstroom
- Watering De Gaver (opgeheven bij Besluit van de Vlaamse Regering van 8 april 2011)
- Watering De Gavergracht (opgeheven bij Besluit van de Vlaamse Regering van 8 april 2011)
- Watering De Kortelake (opgeheven bij Besluit van de Vlaamse Regering van 8 april 2011)
- Watering De Kwaadbroeken (opgeheven bij Besluit van de Vlaamse Regering van 8 april 2011)
- Watering De Lestpolder (opgeheven bij Besluit van de Vlaamse Regering van 8 april 2011)
- Watering De Rijt (opgeheven bij Besluit van de Vlaamse Regering van 8 april 2011)
- Watering De Wagemakersstroom
- Watering der Assels
- Watering Idegem-Appelterre (opgeheven bij Besluit van de Vlaamse Regering van 8 april 2011)
- Watering Oude Kale & Meirebeek
- Watering van Melden (opgeheven bij besluit van de Vlaamse Regering van 16 juni 2023)
- Watering van Schendelbeke (opgeheven bij Besluit van de Vlaamse Regering van 8 april 2011)
- Watering De Lieve
- Zwarte Sluispolder

## Provincie Vlaams-Brabant
- Watering van Binkom (opgeheven bij Besluit van de Vlaamse Regering van 19 december 2008[2])
- Watering De Grote Gete
- Watering De Kleine Gete
- Watering De Mene
- Watering De Molenbeek
- Watering De Motbeek
- Watering De Natte Nest
- Watering De Winge en Meenselbeek (opgeheven bij Besluit van de Vlaamse Regering van 19 december 2008[2])
- Watering der Barebeek
- Watering der Begijnenbeek (opgeheven)
- Watering van de Acht beken (samenvoeging van de Watering der Middelbeek, de Watering van Zichem en de Watering der Twee Leyen - fusie 11/01/2014)
- Watering Het Schulensbroek
- Watering Het Velpedal
- Watering van de Oude Dender

## Provincie West-Vlaanderen
- Keygnaert Polder (opgeheven bij Besluit van de Vlaamse regering van 15 juni 2007)
- Middenkustpolder (samenvoeging van de Polder Gistel-Oost-over-de-Waere, de Groote West-Polder, de Snaeskerke Polder, de Polder Vladslo-Ambacht en de Polder van Zandvoorde - start 1/1/2010)
- Nieuwe Polder van Blankenberge
- Oostkustpolder (samenvoeging van de Zwin-Polder, de Nieuw Hazegraspolder, de Damse Polder en de Polder Sint-Trudoledeken - start 1/1/2012)
- Polder Bethoostersche Broeken
- Sinte Catharine Polder (opgeheven bij Besluit van de Vlaamse regering van 15 juni 2007)
- Watering De Gaverbeek (opgeheven bij Besluit van de Vlaamse regering van 26 september 2014)
- Watering Het Vrijgeweid (opgeheven bij Besluit van de Vlaamse regering van 29 oktober 2010)
- Westkustpolder (samenvoeging van Polder Noordwatering Veurne en De Moeren - start 1/1/2017)
- Zuidijzerpolder